# Shōta Kawazoe
Shōta Kawazoe (川添 奨太?, Kawazoe Shōta; Fukuoka, 4 gennaio 1989) è un giocatore di bowling giapponese, membro della JPBA con il n°. di licenza 1219.

## Biografia
Nel 2010 vince il 34th ABS Japan Open Championship e nello stesso anno vince anche l'All Japan Professional Bowling Championship.

## Records

### 2010
- The 34th ABS Japan Open Open (Second Champion: Yoshihiro Sano)
- Winning the 44th All Japan Professional Bowling Championship Tournament (second place winner: Nobuaki Takahashi)
- The 5th MK Charity Cup Second Prize (victory: Isamu Yamamoto)

Ranking point 1st place Prize 1st place Average 1st place (224.37)

### 2011
- The 6th MK Charity Cup championship
- 2011 Bowling Men's Newcomer Wins Championship
- Coca-Cola Cup 2011 Chiba Open Championship (Second Prize: Yoshihiro Yoshimi)
- 35th ABS Japan Open Open (Second Champion: Shinichiro Tamai)
- The 45th All Japan Professional Bowling Championship Tournament victory (second place winner: Koji Hosoi)

Ranking point 1st place Prize 1st place Average 1st place (222.27)

### 2012
- Round One Cup 2012 victory (second place winner: Takeo Sakai)
- The 46th All Japan Professional Bowling Championship Tournament victory (second place winner: Isao Yamamoto)
- 2012 Chiba open second-place victory (victory: Isamu Yamamoto)

Ranking point 1st place Prize 1st place Average 1st place (228.15)

### 2013
- The 47th All-Japan Pro Bowling Championship Tournament Second Prize (victory: Nobuhiro Fujii)

Ranking point 4th place Prize 6th place Average second place (222.71)

### 2014
- 2nd Grand Prix of Greco Seventeen Ice Cup (Second Prize: Nobuhiro Fujii)
- Round One Cup 2014 victory (second place winner: Yoichi Hirayama)
- Coca-Cola Cup 2014 Chiba Open Championship (Second Prize: Nobuhiro Fujii)
- The 48th All-Japan Pro Bowling Championship Championship Championship (Second Prize: Daisuke Tasaka)
- The 16th Three Lake Korean Cup Second Prize (victory: John Seung-joo)
- The 9th MK Charity Cup Second Prize (victory: John · Teha)

Ranking point 1st place Prize 1st place Average 1st place (227.56)

### 2015
- The 10th MK Charity Cup Second Prize (victory: John · Teha)

Ranking point 2nd place Prize 8th place Average 1st place (223.59)

### 2016
- Chunichi Cup 2016 Tokai Open Bowling Tournament victory (second place winner: Nobuhiro Fujii)

Ranking point 1st place Prize 2nd place Average 1st place (227.65)